# Yumrutaş, Ağlasun
Yumrutaş là một xã thuộc huyện Ağlasun, tỉnh Burdur, Thổ Nhĩ Kỳ. Dân số thời điểm năm 2010 là 146 người.